# 引田站
引田站（日语：／ Hiketa eki */?）是位於日本香川縣東香川市引田，隸屬於四國旅客鐵道（JR四國）的鐵路車站。車站編號為T10，是高德線其中一個重要的中途總站。本站的副站名標題是「讚岐和三盆及女兒節的站」（讃岐和三盆とひな祭りの駅），而和三盤是香川縣和德島縣一帶所製成的糖製品。
過往高德線除了行走全線旳普通列車外，還有從兩邊總站開到本站為止的區間車，然後乘客轉換列車來繼續行程，不過早年起，因為大坂峠的路段乘客人數過少兼且路程長，加上附近的高校於2007年閉校，整體的乘客量大幅減少，由德島站開出的區間車改以同縣的板野站為終點站，而由高松開出的區間車，部份亦縮短至三本松站、Orange Town站等，互相接駁的功用已經不再存在。現時本站為大部份特急列車「渦潮」的停車站，每天只有6班列車（下行2班、上行4班）是不停靠的。

## 車站結構
設有單層木製建築站房一座。站內設有站務室、候車大廳、自動售票機、商店及洗手間。站員由管理站三本松站派職員於早上及黃昏時段駐守，不設站長，負責售票及站內管理事務，站務室處理一般票務及往關東、關西的高速巴士車票事宜，但不設綠窗口。商店以前為JR四國屬下的拉麵店及便利商店，現時則由民間咖啡室所經營。
設有側式月台及島式月台各1個，提供2面3線的月台配置，原則上，上下行列車均使用1號月台上落客，該路軌亦是主軌道。以引田為總站的區間列車則使用3號月台上落；旁邊再設有保線用路軌，長度約為半個月台長度。2號月台側供列車避車時使用。島式月台上近樓梯口部份設有蓋候車亭，而1號月台則以出扎口外的屋簷作為有蓋候車亭。
車站和月台現時以行人天橋連接，位於島式月台末端向讚岐白鳥站方向，而在另一末端向讚岐相生站亦設有無障礙斜道的平交道，不過一般不會使用，兩邊亦設有閘門並長時間關閉。有效長度方面，側式的1號月台為6輛；而島式月台方面，由於向讚岐相生方面有約半輛長度改成為無障礙斜道，而該端亦改建成大型花圃，令有效長度減少至5輛。
由島式月台向讚岐白鳥站，及由側式月台開往讚岐相生站均設有緊急剎車軌及轉轍器。另外側式月台旁仍然保留以前的貨物軌道及已停用的貨物月台。

### 月台配置
| 月台 | 路線    | 方向 | 目的地                 |
| ---- | ------- | ---- | ---------------------- |
| 1－3 | ■高德線 | 下行 | 板野、池谷、德島方向   |
| 1－3 | ■高德線 | 上行 | 三本松、志度、高松方向 |

## 歷史
- 1928年4月15日：開業。
- 1987年4月1日：日本國鐵分割民營化，車站的營運由JR四國繼承。
- 2005年10月：實施站房改善工程。
- 2022年3月12日:終日無人化[4][5]。
- 2023年6月30日：因應JR四國有意將站房拆卸，原駐站房內的連鎖咖啡室「café de campagne」閉店。
- 2025年3月28日，JR四國與東香川市在完工典禮上正式啟用新的引田站站房[6][7][8]。

## 歷年乘客人數
- 320人（2008年度）
- 310人（2009年度）

## 相鄰車站
※部分停靠此站的特急「渦潮」的相鄰停靠站參見列車條目。
四國旅客鐵道（JR四國）
■高德線
讚岐白鳥（T11）－引田（T10）－讚岐相生（T09）

## 外部連結
- JR四國引田站